# Vitali Petrov
Vitáli Aleksándrovici Petróv (în rusă Вита́лий Алекса́ндрович Петро́в; n. 8 septembrie 1984, Vîborg, RSFS Rusă, URSS) este un pilot rus de curse auto. A concurat în GP2 Asia Series și GP2 Series, după care a promovat în Formula 1, unde a concurat pentru Caterham în 2012 și pentru Renault în 2010 și 2011.

## Cariera în Formula 1
| Sezon | Echipă           | Număr puncte | Loc clasament general |
| ----- | ---------------- | ------------ | --------------------- |
| 2010  | Renault F1 Team  | 27           | 13                    |
| 2011  | Lotus Renault GP | 37           | 10                    |
| 2012  | Caterham F1 Team | 0            | -                     |